# Lhokseumawe
A cidade de Lhokseumawe localiza-se na província de Achém, no norte da ilha de Sumatra, na Indonésia.  Possui uma área de 212 km² e uma população de 220.054 habitantes (2009).